# Мацей Рибінський
Мацей Рибінський (пол. Maciej Rybiński; 24 лютого 1784, Славута, Річ Посполита, — 17 січня 1874, Париж, Франція) — польський генерал, останній керівник повстання 1830—1831 років. Звинувачувався у переговорах щодо капітуляції з генералом Паскевичем. Учасник наполеонівських воєн (1809—1814) та Польського повстання (1830—1831).

## Біографія
У 1805 вступив до армії Наполеона. Служив ад'ютантом у майбутнього маршала Луї-Габріеля Сюше, з 1807 — в армії Варшавського герцогства.
Учасник Наполеонівських війн: з Австрійською імперією (1809), з Росією (1812—1813). Відзначився у битвах під Смоленськом, Малоярославцем, битві народів. Під Лейпцигом був узятий у полон.
У 1815—1831 служив у чині майора у збройних силах Царства Польського. У листопаді 1830 р. активно підтримав початок польського повстання. У 1831 брав участь у битві під Остроленкою.
У вересні 1831 став генералом і очолив сили польських бунтівників.
У листопаді того ж року було звинувачено у переговорах про капітуляцію з генералом Паскевичем. На чолі 20-тисячної армії перейшов кордон із Пруссією.
Після придушення повстання жив на еміграції у Парижі. У 1843 року заснував серед польських емігрантів Військову партію (пол. Stronnictwo Wojskowe). Залишив Записки про час польського листопадового повстання.
Похований на цвинтарі Монмартр.